# Un combat, cinq destins
Pour les articles homonymes, voir Five.
Pour plus de détails, voir Fiche technique et Distribution.
Un combat, cinq destins (Five) est un téléfilm américain composé de cinq courts-métrages réalisés par Alicia Keys, Jennifer Aniston, Patty Jenkins, Demi Moore et Penelope Spheeris, diffusé le 10 octobre 2011 sur Lifetime et en France le 15 mars 2013 sur TF1.

## Synopsis
Cinq femmes, d'âges et de conditions différents, apprennent qu'elles souffrent d'un cancer du sein. L'annonce de la maladie bouleverse les vies de ces cinq femmes, qui vont devoir affronter des changements intimes ainsi que des traitements souvent difficiles.

## Fiche technique
- Titre original : Five
- Titre français : Un combat, cinq destins
- Réalisation : Alicia Keys (segment Lili), Jennifer Aniston (segment Mia), Patty Jenkins (segment Pearl), Demi Moore (segment Charlotte) et Penelope Spheeris (segment Cheyanne)
- Scénario : Jill Gordon (segment Lili), Wendy West (en) (segment Mia), Deirdre O'Connor (segment Pearl), Stephen Godchaux (segment Charlotte) et Howard Morris (segment Cheyanne)
- Créatrice : Marta Kauffman
- Photographie : Guy Livneh
- Producteurs : Jennifer Aniston et Kristin Hahn
- Production : Echo Films
- Musique : Lorne Balfe
- Pays : États-Unis
- Durée : 87 minutes

## Distribution

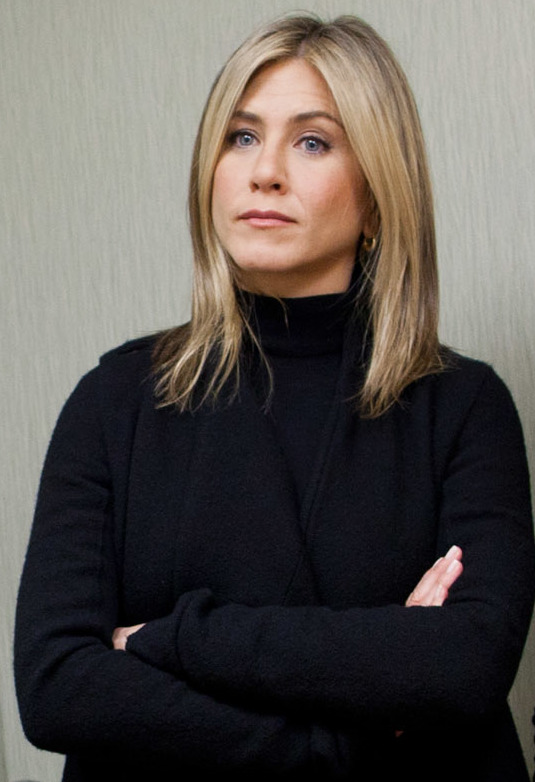
La réalisatrice de l'un des segments, Jennifer Aniston, pour une présentation du film en octobre 2011.

- Patricia Clarkson (VF : Clara Borras) : Mia
- Rosario Dawson (VF : Annie Milon) : Lili
- Lyndsy Fonseca : Cheyanne
- Ginnifer Goodwin (VF : Pascale Chemin) : Charlotte
- Jeanne Tripplehorn (VF : Danièle Douet) : Pearl
- Carla Gallo (VF : Nathalie Spitzer) : Laura
- Aisha Hinds (VF : Coco Noël) : Bernice
- Josh Holloway (VF : Julien Sibre) : Bill
- Jennifer Morrison (VF : Cathy Diraison) : Sheila
- Austin Nichols : Edward
- Taylor Kinney (VF : Thomas Roditi) : Tommy
- Kathy Najimy : Rocky
- Xander Berkeley (VF : Éric Peter) : Peter Knowles
- David Eigenberg (VF : Franck Capillery) : Lenny
- Annie Potts (VF : Blanche Ravalec) : Helen
- Tracee Ellis Ross (VF : Géraldine Asselin) : Alyssa
- Ava Acres (en) : Pearl à 7 ans

Source et légende : Version française (VF) sur RS Doublage

## Accueil
Le téléfilm a été vu par 1,321 million de téléspectateurs lors de sa première diffusion.